# Дучи (Новолакский район)
Дучи — село в Новолакском районе (на территории Новостроя) Дагестана.

## География
Расположено недалеко от побережья Каспийского моря, к северу от города Махачкала.
Ближайшие населённые пункты: на севере — село Новочуртах, на юге — село Гамиях.

## История
Образовано в 2013 г. для переселенцев из села Зори-отар (до 2013 г. носило название Дучи) Новолакского района.
В сентябре 1991 года на III съезде народных депутатов республики Дагестан было принято постановление о восстановлении Ауховского района и о переселении лакцев из Новолакского района к побережью Каспийского моря.